# La Plaine-des-Palmistes
La Plaine-des-Palmistes è un comune francese di 5 150 abitanti situato nel dipartimento d'oltre mare di Réunion.

## Società

### Evoluzione demografica
Abitanti censiti